# الکساندرویس، لزر پولاند ویوودشیپ
الکساندرویس، لزر پولاند ویوودشیپ (به لاتین: Aleksandrowice, Lesser Poland Voivodeship) یک منطقهٔ مسکونی در لهستان است که در Gmina Zabierzów واقع شده‌است.

## خصوصیات
الکساندرویس ۷۲۶ نفر جمعیت دارد.